# 山中平树
山中平树（学名：Macaranga hemsleyana）为大戟科血桐属下的一个种。

## 扩展阅读
- 維基物種上的相關：山中平树